# Чорный, Григорий Саввич
Григорий Саввич Чорный (укр. Григорій (Грицько) Чорний; умер март 1630) — украинский военный и политический деятель, гетман реестровых казаков в 1624, 1628 и в 1629—1630 годах.

## Биография
Данные о дате и месте рождения Григория Чорного отсутствуют.
Первые сведения о нём относятся к 1628 году, когда Чорный вместе с Михаилом Дорошенко принимал участие в походе казаков в Крым.
После смерти Михаила Дорошенко на Украине оказалось два гетмана — Григорий Чорный и Тарас Трясило, первый был сторонником поляков, а второй — сторонником русских.
Каждый рассылал свои универсалы к украинским козакам, призывая их на свою сторону и внушая им неповиновение к своему сопернику.
В 1630 году Тарас Трясило из Запорожья вышел с казаками в поход. Бывшие при нём запорожцы распустили молву, будто они идут к Чорному с покорностью. Чорный поверил пущенной ими молве, но был схвачен, доставлен к Тарасу и изрублен по частям.
По другой версии Чорный был захвачен в плен и по приговору казаческого суда казнен на Чигиринщине.
После этого Тарас Трясило объявил себя единственным гетманом Украины и предъявил требования полякам — вывести с Украины жолнеров, уничтожить Куруковскую комиссию, ограничившую численность козацкого сословия, и выдать приверженцев Чорного.
Потомком Григория Чорного был украинский офицер и националист Томаш Чорный (1878-1957).